# Johan Marenius Nordahl
Johan Marenius Nordahl (født 29. april 1993 i Lerum, Göteborg) er en svensk skuespiller, mest kendt for sin rolle som "Peter Bäckström" i tv-serien Jægerne.
Nordahl voksede op i Lerum og uddannede sig til skuespiller på Teaterhögskolan i Malmö i perioden 2014-2017. Efter tiden i Malmö flyttede han til Stockholm og har siden haft flere roller i store svenske tv-serier. 
Han har også arbejdet på flere teatre som f.eks. Kulturhuset Stadsteatern i Stockholm, Uppsala stadsteater, Örebro Teater, Teater 23 og Västerbottensteatern.

## Filmografi (udvalg)
- 2021-2022 - Pappas pojkar (tv-serie) – Fredrik
- 2020 - The Chase (kortfilm) – manden
- 2019-2022 - Gåsmamman (tv-serie) – HH
- 2018-2021 - Jægerne (tv-serie) – Peter Bäckström
- 2018 - Kommissæren og havet (tv-serie) – Mats Jörgenson
- 2017-2020 - Familien Löwander (tv-serie) – Nisse
- 2017 - Ingen kan vinna (kortfilm) – Sam
- 2015 - Blå ögon (tv-serie) – ungdomspolitiker
- 2012 - Lillasyster fixar kondomer (kortfilm) – Leon
- 2011 - Simon og egetræerne – skoleelev
- 2011 - Okänd (kortfilm) – Johan
- 2010 - Bror & Syster (kortfilm) - broderen
- 2009 - Riverside (tv-serie) – skoleeleven Max